# Cosmianthemum
Cosmianthemum, biljni rod iz porodice primogovki smješten u podtribus Graptophyllinae, dio tribusa Justicieae, potporodica Acanthoideae. Sastoji se od ¸14 vrsta rasprostranjenih od zapadne Malezije na sjever do Tajlanda, Vijetnama i južne Kine. Tipična je Cosmianthemum magnifolium.. Znatan je broj endema s Bornea.

## Opis
Zeljasto bilje, često poleglo, rijetko uspravno. Lišće s peteljkama ili subsesilno (polusjedeće); rub plojke lista cijeli. Cvatovi završavaju štitastim grozdovima; brakteje male; brakteole manje od brakteja. Čaška obično duboko 5-režnjevita; režnjevi podjednaki ili malo nejednaki, stražnji ponekad kraći. Vjenčić bijel, zelenkast ili žućkast; cijev ravna ili zakrivljena, ponekad s leđnom vrećicom; grlo kratko ili odsutno; obrub s 2 usne; donja usna 3-režnjevita; gornja usna rubna ili 2-režnjevita ili cijela; režnjevi koji se penju kohlearno u pupoljku. Prašnika 2, uvučena u grlo; prašnici 2-tekusni; teke jednake ili podjednake, paralelne, sluzave na bazi; staminoda 2, umetnuta na dnu gornje usne. Stigma 2-rascjepljena. 
Cosmianthemum nalikuje Pseuderanthemumu po plodu i androeciju, ali se razlikuje po općenito manjem vjenčiću koji ima izrazito dvije usne (gornja usna je samo plitko režnjevita) i nema izduženu, usku, cilindričnu cijev.

## Vrste
1. Cosmianthemum angustifolium Bremek.; endem sa Bornea
2. Cosmianthemum anomalum B.L.Burtt & R.M.Sm.; endem sa Bornea
3. Cosmianthemum brookeae Bremek.; endem sa Bornea
4. Cosmianthemum bullatum (N.E.Br.) B.L.Burtt & R.M.Sm.; endem sa Bornea
5. Cosmianthemum dido B.L.Burtt & R.M.Sm.; endem sa Bornea
6. Cosmianthemum guangxiense H.S.Lo & D.Fang;  Kina (Guangxi); Vijetnam
7. Cosmianthemum knoxiifolium (C.B.Clarke) B.Hansen; Kina (Hainan); poluotočna Malezija (Selangor, Negeri Sembilan); Borneo
8. Cosmianthemum latifolium Bremek.; endem sa Bornea
9. Cosmianthemum magnifolium Bremek.; endem sa Bornea
10. Cosmianthemum melinhense D.V.Hai, Z.L.Lin & Y.F.Deng; endem iz vijetnama
11. Cosmianthemum obtusifolium Bremek.; endem sa Bornea
12. Cosmianthemum punctulatum Bremek.; endem sa Bornea
13. Cosmianthemum subglabrum Bremek.; endem sa Bornea
14. Cosmianthemum viriduliflorum (C.Y.Wu & H.S.Lo) H.S.Lo; endem iz Kine